# Rogalo

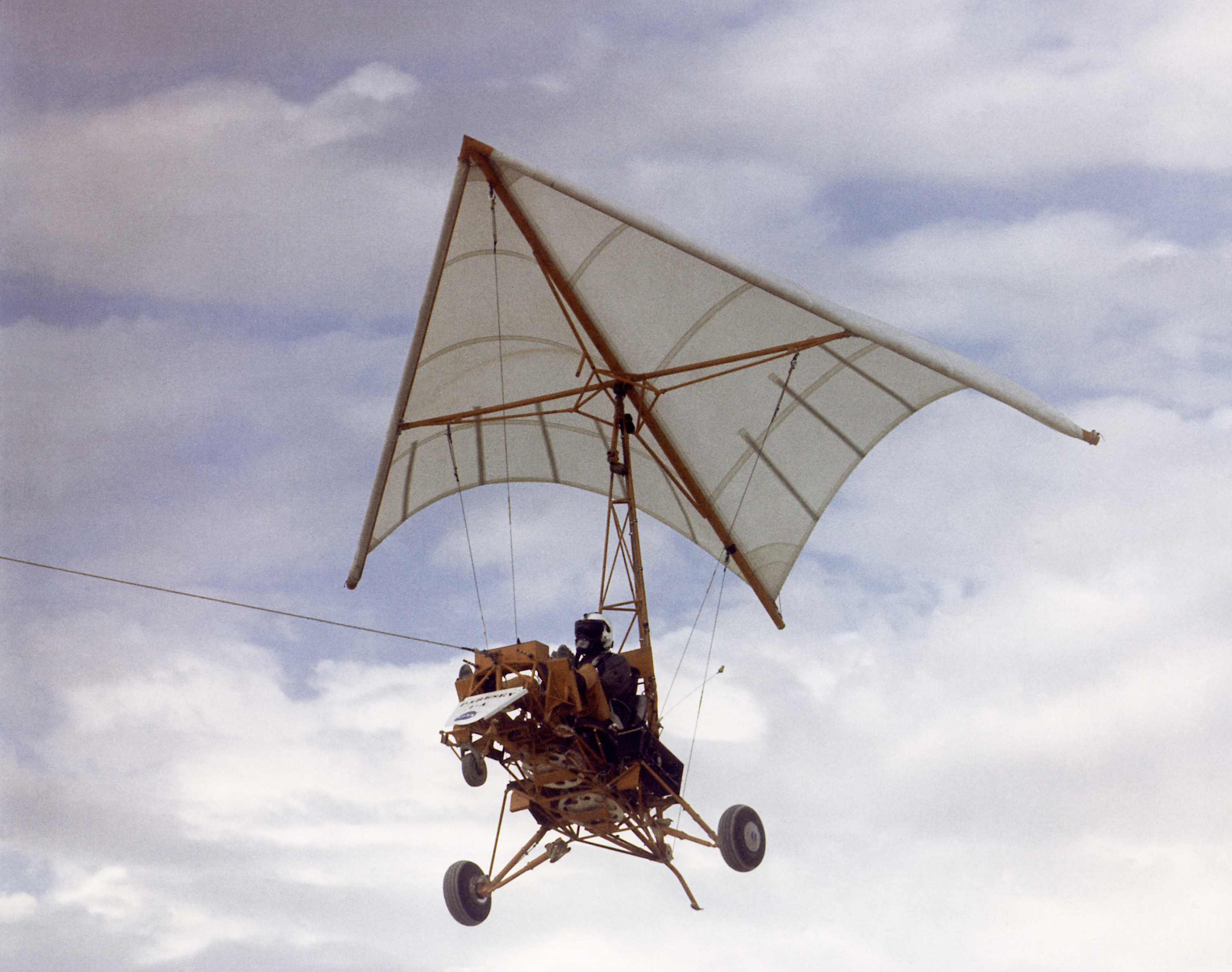
Rogalo

Rogalo, také Rogallovo křídlo nebo závěsný kluzák je zařízení umožňující klouzavý let bez pomoci motoru, tzv. závěsné létání. Průlomové konstrukční řešení závěsného kluzáku navrhl v roce 1948 a později v rámci projektu NASA zdokonalil Francis M. Rogallo a jeho žena Gertrude Rogallo.
První pokus o podobnou konstrukci a let člověka na závěsném kluzáku se však podle historických pramenů mohl uskutečnit již v 9. století. Závěsné kluzáky se časem zdokonalily natolik, že se k nim podařilo připevnit i motor nebo lze využívat termické stoupavé proudy a v příhodném počasí uletět desítky až stovky kilometrů. Výškové dostupy se v běžných podmínkách pohybují kolem 2 000 až 3 000 m. Přelet Mount Everestu, který byl na závěsném kluzáku v roce 2004 uskutečněn Angelem d’Arrigem, lze pokládat za extrém.

## Konstrukce
Závěsný kluzák charakterizuje trojúhelníkový tvar křídla, závěs pilota v těžišti soustavy a hrazda, která je pevně spojená lanky a kovovými profily s křídlem.

## Způsob letu
Pilot zavěšený nad hrazdou řídí let vychylováním těžiště. Vpřed – zrychlení, vzad – zpomalení, vlevo – zatáčení doleva, vpravo – zatáčení doprava.

Startuje se většinou během z kopce, alternativou je vlek, aerovlek, naviják či odviják. Přistání probíhá zpět na nohy v rovném terénu.
Rozsah rychlostí moderních rogalo kluzáků je 25–130 km/h. Hmotnost se pohybuje mezi 15 a 30 kilogramy.
Maximální překonaná vzdálenost ve vzduchu (s pomoci termických proudů) je 761 km (v roce 2012).